# Carl Johan Ljunggren

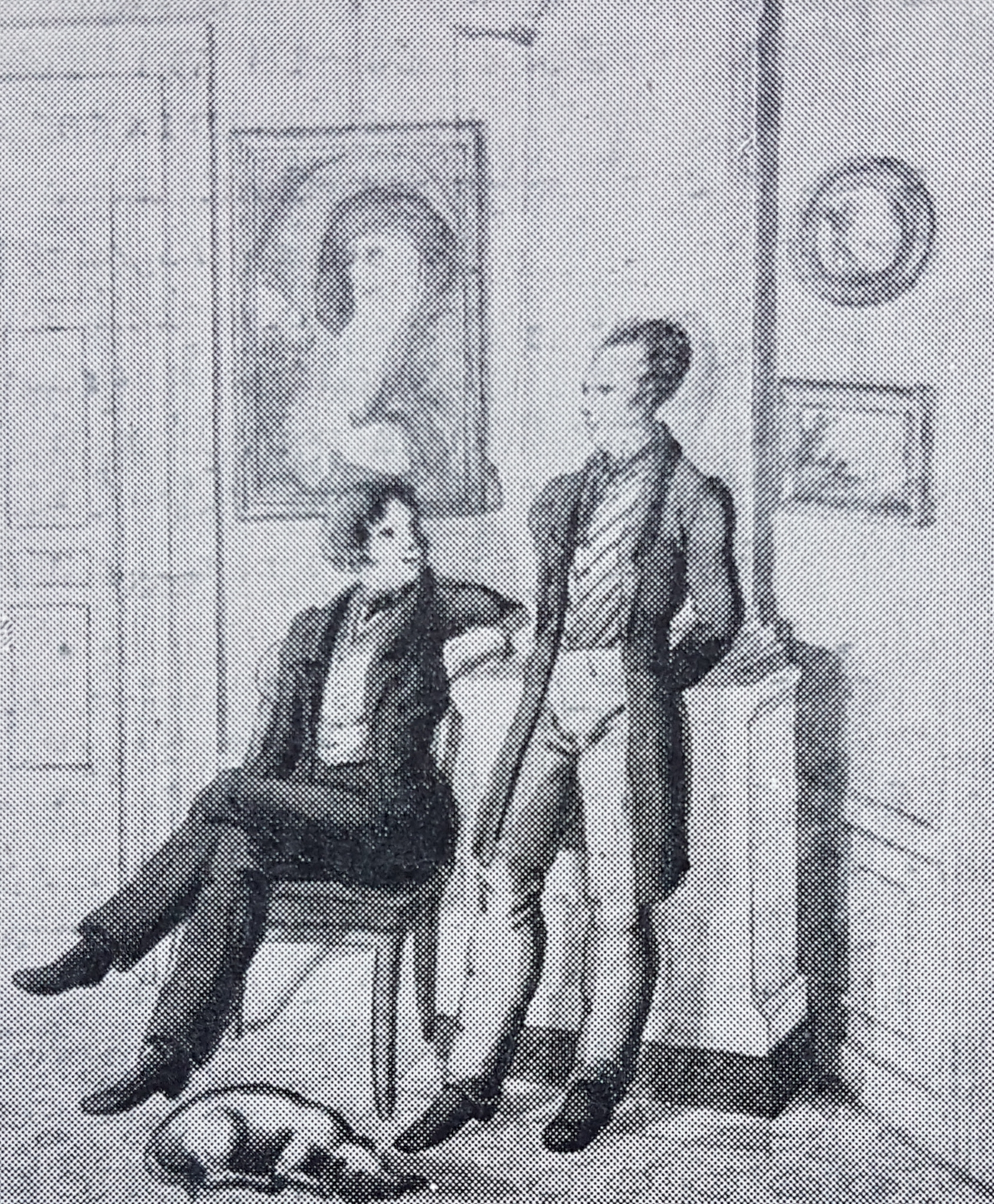
Carl Johan Ljunggren lutar sig mot en kakelugn, självporträtt

Carl Johan Ljunggren, född 2 maj 1790 i Vadstena, död 28 augusti 1852 i Västerås, var en svensk militär, krigshistoriker och tecknare.
Carl Johan Ljunggren var son till kommerserådet Jonas Jacob Ljunggren och växte upp i Stockholm. 1801-1802 var han elev vid målar- och bildhuggarakademien och erhöll diplom för sin begåvning. Ljunggren lockades dock främst av militäryrket och 1805 blev han volontär vid fortifikationskåren med sergeants grad där han även fick bruk av sina kunskaper som tecknare. Han undergick 1807 mindre examen i ingenjörsvetenskapen 1807 och befordrades 1808 till fänrik vid Västmanlands regemente. 
Ljunggren deltog i fälttåget mot Norge 1808 och därefter i striderna i Finland bland annat vid Vörå, Oravais, och Essevö, och sårades i striden vid Kalajoki. För sina insatser i slaget vid Oravais där han lyckades tillfångata flera ryska soldater efter att under natten gått bakom fiendens linjer belönade honom med guldmedaljen För tapperhet i fält. Ljunggren blev under sommaren stabsfänrik och förflyttades under sensommaren till Västerbotten där han deltog i striderna vid Djäkneboda, Sävar och Ratan. 

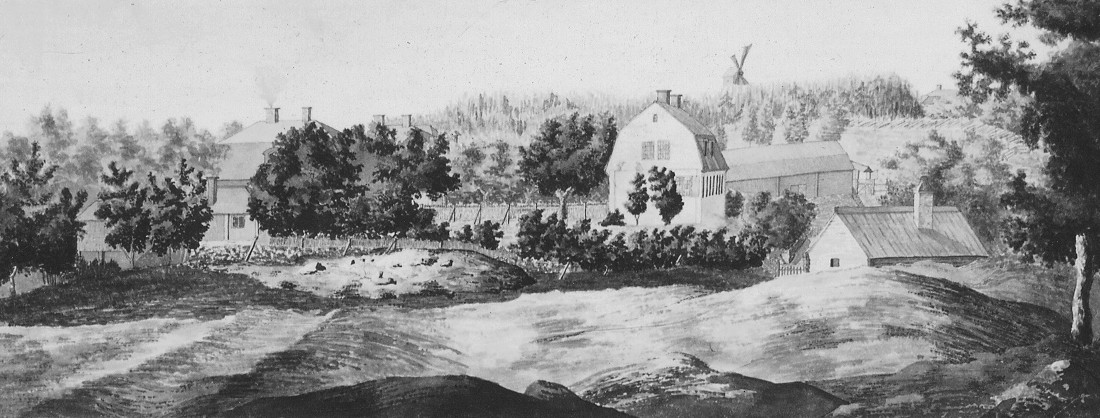
Lilla Frösunda, akvarell av Ljunggren, 1815.

Han blev 1812 andre löjtnant vid staben och 1813 löjtnant vid Livregementsbrigadens grenadjärkår. Ljunggren deltog även i fälttåget i Tyskland 1813 och deltog bland annat i slaget vid Leipzig. 19 oktober 1813 sårades han av en muskötkula i axeln, en skada som gjorde honom oduglig för deltagande i strid. Kulan kom att bli kvar i kroppen under resten av hans liv. Ljunggren erhöll i oktober 1813 kaptens namn och deltog efter medicinsk behandling med varma bad i Nederländerna på hösten 1814 i striderna i Norge och belönades i september 1814 med riddartecknet av Svärdsorden. Han blev 1815 förste löjtnant vid Livregementsbrigadens grenadjärkår.
Troligen var det under 1810-talet som Ljunggren nedtecknade sina minnen från fälttåget i Norge och striderna i Finland. Berättelsen gav han överskriften Mina första vapenbragder, de gavs ut i trycket 1903 under titeln  Skildring af krigshändelserna i Öster- och Västerbotten 1808—1809. Ljunggrens minnesanteckningar från 1813 och 1814 gavs ut några år efter hans död under titeln Minnesanteckningar under 1813 och 1814 årens kampagner uti Tyskland och Norge.
Ljunggren fortsatte även att teckna, från fälttågen 1813 och 1814 finns flera teckningar bevarade, likaså tecknade han flera vardagliga motiv från Stockholm, ofta gatuscener och blickar på tidens nöjesliv.
Carl Johan Ljunggren var 1819-1824 intendent vid Stockholms utredningsförråd. Han blev 1824 kapten i Livregementsbrigadens grenadjärkår. 1827 erhöll han avsked ur krigstjänsten med majors namn, heder och värdighet. Ljunggren hade liberala sympatier och prenumererade på Dagligt Allehanda och Stockholms-Posten. Han redigerade en tid den utländska avdelningen i Dagligt Allehanda. Efter avskedet från militärtjänsten flyttade han med sin familj från Stockholm till Liljeholmens gård som han 1824 köpte av sin svärmor, Anna Maria Werner och där han först endast tillbringat somrarna. Ljungberg och hans hustru förekommer vid några tillfällen i Märta Helena Reenstiernas dagböcker. 1835 sålde han Liljeholmens gård och flyttade i stället till Frestaregården i Kungsör. Ljunggren blev från nyåret 1839 postinspektor i Västerås. Han avled av kolera.